# Vodule
Vodule este o localitate din comuna Šentjur, Slovenia, cu o populație de 87 de locuitori.